# Søtunge
 Der er for få eller ingen kildehenvisninger i denne artikel, hvilket er et problem. Du kan hjælpe ved at angive troværdige kilder til de påstande, som fremføres i artiklen.

Søtunge (Solea solea) er en fladfiskart i familien soleidae. Fisken fortrækker lavt vand med sand eller mudder, der dækker bunden. Den findes især i det østlige Atlanterhav fra det sydlige Norge til Senegal og i næsten hele Middelhavet. Om vinteren søger fisken til det nordøstlige Atlanterhav til varmere vande i den sydlige del af Nordsøen.
Fiskens små øjne er placeret tæt på hinanden på den højre side af kroppen. Dette giver fisken mulighed for at holde øje efter eventuel føde, imens den er delvist dækket af sand. Søtungen, ligesom andre fladfisk, er "normale" fisk i deres unge alder med øjne på hver side af kroppen. De forvandler sig til fladfisk som unge, når de er ca. en cm lang. Søtungen kan blive op til 70 cm lang, og 25 år gammel.
Søtungen værdsættes for dens milde smør-søde smag, samt at det er let at lave fiskefileter af dens kød.